# Н’Джи, Пьер Сарр
Пьер Сарр Н’Джи (англ. Pierre Sarr N'Jie; 17 июля 1909 — 11 декабря 1993) — гамбийский юрист и политик, занимавший пост главного министра Гамбии с 1961 по 1962 год. Он стал первым главой правительства страны после провозглашения в ней самоуправления в 1961 году. С 1952 по 1977 год Н’Джи являлся лидером гамбийской Объединённой партии. Кроме того, с 1960 по 1972 год он входил в состав Палаты представителей и какое-то время де-факто являлся лидером оппозиции первому премьер-министру, а затем и первому президенту Гамбии Дауде Джаваре.

## Ранняя биография и работа в правительстве
Пьер Сарр Н’Джи родился в Гамбии в 1909 году в мусульманской семье из народа волоф. Его отец был торговцем и приходился племянником одному из последних королей Салума — Сему Джуфа. Таким образом, у него имелось серерское происхождение, так как его предки по линии отца относились к роду Джуф из Салума. Н’Джи окончил школу Святого Августина в Батерсте (современный Банжул), а затем преподавал там, прежде чем в январе 1929 года ни поступил на государственную службу. В 1931 году он получил должность помощника секретаря суда в Судебном департаменте, оставаясь на ней до июля 1943 года, когда покинул её по состоянию здоровья. В феврале 1943 года Н’Джи был арестован и привлечен к ответственности по обвинению в подделке подписи истца по гражданскому делу. После непродолжительного судебного разбирательства местные судьи оправдали Н’Джи из-за отсутствия доказательств, но он не был восстановлен на своей должности. Позднее власти отказались выплатить ему какую-либо компенсацию за нанесённый вред ему здоровью и репутации, что его очень возмутило.

## Образование в Великобритании и карьера юриста
Не сумев найти себе другую работу в Гамбии, Н’Джи переехал в Великобританию, где изучал медицину в Королевском колледже Лондона. Позднее об этом периоде он вспоминал так: «Я пробыл там недолго. Я должен был стать врачом, но я не люблю кровь». В сентябре 1943 года Н’Джи начал своё обучение в Линкольнс-Инне, одном из судебных иннов. В 1948 году он стал первым представителем народа волоф, который был включён в коллегию адвокатов. В 1949 году Н’Джи вернулся в Гамбию, где основал собственную юридическую контору в Батерсте. Наибольшего успеха он добился в разрешениях вопросов по передаче земель между африканцами и ливанцами. В сентябре 1958 года заместитель судьи Верховного суда Гамбии Майлс Джон Эбботт лишил Н’Джи права заниматься юридической практикой за одно из таких дел. В июне 1959 года это решение было отменено Западноафриканским апелляционным судом на том основании, что заместитель судьи не обладал юрисдикцией по этому вопросу. В мае 1961 года Судебный комитет Тайного совета постановил, что первоначальное решение заместителя судьи должно быть оставлено в силе. Это дело получило известность как «Генеральный прокурор Гамбии против Пьера Сарра Н’Джи» (англ. The Attorney-General of the Gambia vs Pierre Sarr N’Jie).

## Политическая карьера
В 1951 году Н’Джи впервые баллотировался в Законодательный совет Гамбии, но не был избран. В 1954 году Н’Джи вновь пытался избраться туда, на этот раз заручившись поддержкой недавно созданной Объединённой партии. В отличие от его оппонента у Н’Джи в распоряжении были большие финансовые ресурсы. Кроме того, он имел то преимущество, что не был связан с непопулярным действовавшим тогда губернатором Гамбии Перси Вин-Харрисом. Н’Джи также пользовался поддержкой избирательниц-женщин, чему способствовала его сестра Ядикон Н’Джи. Н’Джи победил на выборах, помимо места в Законодательном совете получив также пост министра образования и социального обеспечения в Исполнительном совете. Однако в октябре 1955 года, после столкновений между сторонниками Объединённой партии и сторонниками Мусульманского конгресса Гамбии в Батерсте, Н’Джи обвинил главного начальника полиции в том, что он не принял достаточных мер для предотвращения насилия и возможных поводов для дальнейшего судебного преследования участников этих столкновений. Собранная для публичного расследования этих событий комиссия не подтвердила его обвинения и наоборот резко осудила его поведение. Вин-Харрис убеждал Н’Джи покинуть Исполнительный совет, но тот отказался. В итоге в январе 1956 года он был исключён оттуда.
В 1960 году на первых выборах в Палату представителей Н’Джи был избран туда от Восточного Нью-Тауна. Однако наибольшее количество мест в этом органе получила Народная прогрессивная партия. Губернатор Эдвард Уиндли предложил Н’Джи должность министра без портфеля в Исполнительном совете, но тот без раздумий отклонил это предложение, в результате чего поставив Объединённую партию в оппозицию. В контексте этого случившее в марте 1961 года назначение Н’Джи главным министром Гамбии, произведённое тем же Уиндли, стало полной неожиданностью. Он посчитал, что Объединённая партия в отличие от Народной прогрессивной партии на самом деле пользуется народной поддержкой народа. Кроме того, Уиндли рассчитывал, что он будет иметь влияние на М. Е. Джаллоу, лидера Профсоюза рабочих Гамбии.
Во время своего пребывания на посту главного министра Н’Джи участвовал в первых переговорах с правительством Сенегала, касающихся долгосрочного будущего Гамбии. Он оставался на посту главного министра до выборов 1962 года, на которых Народная прогрессивная партия одержала убедительную победу. Н’Джи сохранил своё место в Палате представителей от Восточного Нью-Тауна. Н’Джи возглавил оппозицию, а Дауда Джавара стал первым премьер-министром Гамбии. Объединённая партия оспорила результаты выборов в суде, утверждая, что список избирателей был недействителен. Иск был поддержан Западноафриканским апелляционным судом в апреле 1963 года, но Н’Джи посвятил большую часть своего времени до получения Гамбией независимости, пытаясь убедить британское правительство назначить новые выборы. В его отсутствие Объединённая партия столкнулась с кризисом, в результате чего ряд её членов перешли в Народную прогрессивную партию.
Вернувшись к работе в Гамбии в январе 1965 года, Н’Джи успешно организовал голосование «против» на республиканском референдуме 1965 года, но не смог повторить это на выборах 1966 года. Сумев сам избраться от Батерст-Норта, он не смог помешать общей победе Народной прогрессивной партии. В конце 1960-х годов популярность Н’Джи пошла на убыль, и вскоре после республиканского референдума 1970 года, где он отказался добиваться успеха, 8 мая он был снят с поста лидера исполнительным комитетом своей партии. На этой должности его сменил его брат Э. Д. Н’Джи, но после его смерти 19 октября Объединённая партия была вынуждена восстановить Пьера Сарра Н’Джи обратно. В дальнейшем ему не удалось добиться успеха во главе своей партии. Так в 1972 году он сумел избраться в Палату представителей, но кроме него от Объединённой партии смогли это сделать только два кандидата. Н’Джи был исключён из Палаты представителей в 1972 году за прогул двух заседаний подряд. Несмотря на то, что он оставался лидером партии, он принимал малое участие в политической жизни и к 1977 году стал всё реже покидать свой дом. Он умер в возрасте 84 лет 11 декабря 1993 года.

## Личная жизнь
Н’Джи принял католицизм в 1939 году.